# نشان‌گذاری شده برای مرگ
نشان‌گذاری شده برای مرگ یا علامت مرگ (به انگلیسی: 'Marked for Death) یک فیلم اکشن آمریکایی محصول سال ۱۹۹۰ به کارگردانی دوایت اچ. لیتل با بازی استیون سیگال است. در این فیلم استیون سیگال در نقش جان هچر، یک مأمور سابق اداره مبارزه با مواد مخدر آمریکا بازی می‌کند که به زادگاهش در ایلینوی بازمی‌گردد و متوجه می‌شود که فروشندگان مواد مخدر جامائیکایی شرور به رهبری اسکروفیس آن را تسخیر کرده‌اند.

## بازخوردها
- در جمع‌آوری نقد، راتن تومیتوز گزارش می‌دهد از برسی ۱۱ منتقد میانگین امتیاز ۴ از ۱۰ است.[۲]
- تماشاگران در نظرسنجی سینماسکور به فیلم نمره متوسط "A" در مقیاس A+ تا F دادند.[۳]
- هم نیویورک تایمز و هم واشینگتن پست از این فیلم استقبال کردند و نوشتند که این یک فیلم اکشن دیگر سیگال است.[۴][۵]
- این فیلم با فروش آخر هفته اول ۱۱٫۷۹۰٫۰۴۷ دلار در رتبه اول باکس آفیس ایالات متحده اکران شد، که آن را به دومین فیلم متوالی سیگال تبدیل کرد که شماره ۱ را باز کرد. برای ۳ آخر هفته در شماره ۱ باقی ماند.[۶] اندکی بیش از ۴۶ میلیون دلار در داخل و ۵۸ میلیون دلار در سراسر جهان به دست آورد.[۷][۸][۹]